# Fortunato Baldelli
Fortunato Baldelli (1935–2012) là một Hồng y người Italia của Giáo hội Công giáo Rôma. Ông từng đảm nhận vai trò Hồng y Đẳng Phó tế Nhà thờ S. Anselmo all'Aventino, Chánh án Tòa Ân giải Tối cao Tòa Thánh trong 3 năm, từ năm 2009 đến năm 2012.
Vốn là một giáo sĩ trong vai trò ngoại giao của Tòa Thánh, ông từng đảm trách nhiều vai trò khác nhau trước khi tiến đến trở thànhChánh án Tòa Ân giải Tối cao, như: Khâm sứ Tòa Thánh tại Angola (1983–1991), Quyền Sứ thần Tòa Thánh tại São Tomé và Príncipe (1985–1991), Sứ thần Tòa Thánh tại Đôminica (1991–1994), Khâm sứ Tòa Thánh tại Puerto Rico (1991–1994), Sứ thần Tòa Thánh tại Peru (1994–1999), Sứ thần Tòa Thánh tại Pháp (1999–2009). Ông được vinh thăng Hồng y ngày 20 tháng 11 năm 2010, bởi Giáo hoàng Biển Đức XVI.

## Tiểu sử
Hồng y Fortunato Baldelli sinh ngày 6 tháng 8 năm 1935 tại Valfabbrica, Italia. Sau quá trình tu học dài hạn tại các cơ sở chủng viện theo quy định của Giáo luật, ngày 18 tháng 3 năm 1961, Phó tế Baldelli, 26 tuổi, tiến đến việc được truyền chức linh mục. Cử hành nghi thức truyền chức cho tân linh mục là giám mục Giuseppe Placido Maria Nicolini, O.S.B., giám mục chính tòa Giáo phận Assisi. Tân linh mục là thành viên linh mục đoàn Giáo phận Assisi-Nocera Umbra-Gualdo Tadino.
Sau 22 năm thi hành các công việc mục vụ với thẩm quyền và cương vị của một linh mục, ngày 12 tháng 2 năm 1983, Tòa Thánh loan tin Giáo hoàng đã quyết định tuyển chọn linh mục Fortunato Baldellip, 48 tuổi, gia nhập Giám mục đoàn Công giáo Hoàn vũ, với vị trí được bổ nhiệm là Tổng giám mục Hiệu tòa Mevania, chức vụ Khâm sứ Tòa Thánh tại Angola. Lễ tấn phong cho vị giám mục tân cử được tổ chức sau đó vào ngày 23 tháng 4 cùng năm, với phần nghi thức chính yếu được cử hành cách trọng thể bởi 3 giáo sĩ cấp cao, gồm chủ phong là Hồng y Agostino Casaroli, Chủ tịch Uỷ ban Giáo hoàng về Thành quốc Vatican; hai vị giáo sĩ còn lại, với vai trò phụ phong, gồm có Tổng giám mục Duraisamy Simon Lourdusamy, Tổng Thư ký Thánh b6o5 Rao giảng Phúc âm cho các Dân tộc (bộ Truyền giáo) và Giám mục Sergio Goretti, giám mục chính tòa Giáo phận Assisi.
Ngày 4 tháng 5 năm 1985, Tòa Thánh quyết định bổ nhiệm ông kiêm thêm vai trò Quyền Sứ thần Tòa Thánh tại São Tomé và Príncipe. Sau 8 năm thực hiện các công việc mục vụ trên vai trò của Khâm sứ Tòa Thánh tại Angola và 3 năm làm Quyền Sứ thần Tòa Thánh tại São Tomé và Príncipe, Tòa Thánh quyết định thuyên chuyển Tổng giám mục Baldelli làm Sứ thần Tòa Thánh tại Đôminica và Khâm sứ Tòa Thánh tại Puerto Rico. Tin bổ nhiệm Tổng giám mục Baldelli vào vị trí mới được Tòa Thánh công bố cách rộng rãi vào ngày 20 tháng 4 năm 1991. Sau 3 năm, nhiệm vụ của ông tại Đôminica và Puerto Rico  kết thúc bằng quyết định từ Tòa Thánh bổ nhiệm ông làm Sứ thần Tòa Thánh tại Peru, bắt đầu từ ngày 23 tháng 4 năm 1994.
Năm năm thực hiện các công việc mục vụ tại Peru của ông kết thúc bằng quyết định của Tòa Thánh, ấn ký ngày 19 tháng 6 năm 1999 bổ nhiệm ông làm Sứ thần Tòa Thánh tại Pháp. Sau 10 năm đảm nhiệm vai trò của Sứ thần Tòa Thánh tại Pháp, Tòa Thánh quyết định thuyên chuyển Tổng giám mục Fortunato Baldelli về công tác tại Giáo triều Rôma, cụ thể bổ nhiệm làm Chánh án Tòa Ân giải Tối cao. Thông cáo bổ nhiệm chức vụ mới này được Tòa Thánh công bố cách rộng rãi vào ngày 2 tháng 6 năm 2009.
Bằng việc tổ chức công nghị Hồng y năm 2010 được cử hành chính thức vào ngày 20 tháng 11, Giáo hoàng Biển Đức XVI đưa ra quyết định vinh thăng Tổng giám mục Fortunato Baldelli tước vị danh dự của Giáo hội Công giáo, Hồng y. Tân Hồng y thuộc Đẳng Hồng y Phó tế và Nhà thờ Hiệu tòa được chỉ định là Nhà thờ S. Anselmo all'Aventino. Tân Hồng y đã cử hành các nghi thức nhận nhà thờ hiệu tòa của mình vào ngày 27 tháng 2 năm 2011.
Ngày 5 tháng 1 năm 2012, Tòa Thánh chấp thuận đơn hồi hưu của ông, vì lý do tuổi tác, theo Giáo luật. Ông qua đời sau đó ngày 20 tháng 9 cùng năm, thọ 77 tuổi.